# May It Please the Court
May It Please the Court (koreanischer Originaltitel: 변론을 시작하겠습니다; RR: Byeon-ron-eul Si-jak-ha-gessseub-ni-da) ist eine südkoreanische Serie, basierend auf dem gleichnamigen Roman von Jung Hye-jin aus dem Jahr 2019. In Südkorea fand die Premiere der Serie am 21. September 2022 als Original durch Disney+ via Star statt. Im deutschsprachigen Raum erfolgte die Erstveröffentlichung der Serie am selben Tag durch Disney+ via Star.

## Handlung
Die ehrgeizige Anwältin No Chak-hee arbeitet in einer angesehenen Anwaltskanzlei und könnte sich zur Spitzenanwältin hinaufarbeiten, so dass ihr nun ein lukrativer Posten in Aussicht gestellt wird. Sie ist bereit, jedes Risiko einzugehen, um den Fall zu gewinnen. Doch eines Tages entgleitet ihr ein wichtiger Fall, woraufhin sie für ein Jahr suspendiert wird. Nach einer Weile erhält Chak-hee ein Angebot, als Pflichtverteidigerin zu arbeiten. Sie willigt ein, sehnt sich aber danach, dass alles wieder so wird, wie es vor dem Vorfall war. Chak-hee teilt sich ihr Büro mit dem Pflichtverteidiger Jwa Shi-baek. Dieser schloss sein Studium am Judicial Research and Training Institute ab und zählte zu den besten Studenten. Und obwohl ihm alle Türen offen stehen und er in einer deutlich höheren Position tätig sein könnte, zieht er es vor, als Pflichtverteidiger zu arbeiten. Er ist Feuer und Flamme für seine Berufung, aber gleichzeitig verbirgt er einen Teil seines Lebens, von dem niemand weiß. Chak-bee und Shi-baek kommen nicht gut miteinander aus, und die Zusammenarbeit zwischen den beiden gestaltet sich oftmals schwierig. Doch als ihnen ein grausamer und mysteriöser Fall zugeteilt wird, müssen sich die beiden zusammenraufen, um ihn zu lösen. Allerdings hat dieser auch große Auswirkungen auf sie selbst und ihre Leben.

## Besetzung und Synchronisation
Die deutschsprachige Synchronisation entstand nach den Dialogbüchern von Oliver Mink, Konrad Sattler, Dirk Meyer und Peter Lehn sowie unter der Dialogregie von Oliver Mink durch die Synchronfirma Iyuno-SDI Group Germany in München.

### Hauptdarsteller
| Rolle       | Schauspieler    | Synchronsprecher |
| ----------- | --------------- | ---------------- |
| No Chak-hee | Jung Ryeo-won   | Laura Maire      |
| Jwa Si-baek | Lee Kyu-hyung   | Xiduo Zhao       |
| Jang Gi-do  | Jeong Jin-yeong | Oliver Mink      |

### Nebendarsteller
| Rolle           | Schauspieler    | Synchronsprecher    |
| --------------- | --------------- | ------------------- |
| Jo Hyun-sik     | Ryu Sung-hyun   | Jakob Riedl         |
| Kwak Sang-gu    | Shin Seung-hwan | Kevin Kasper        |
| Park Duk-man    | Kim Ki-nam      | Julian Bayer        |
| Jang Byung-chun | Jeon Moo-song   | Alexander Pelz      |
| Oh Ha-ran       | Kim Hye-eun     | Alisa Palmer        |
| Do Young-soo    | Ko Kyu-pil      | Patrick Schröder    |
| Jeong Jae-geun  | Woo Kang-min    | Martin Bonvicini    |
| Oh Dae-hyeon    | Hong Seo-jun    | Oliver Scheffel     |
| Park Byung-jae  | Min Sung-wook   | Arne Hörmann        |
| Shin Chi-sik    | Kim Sang-ho     | Ole Pfennig         |
| Han Dal-jae     | Jung Min-sung   | Nicolai Mondschein  |
| Kang Dae-han    | Kim Ji-hwan     | Rafael Lerche       |
| Jeon Jae-ho     | Kim Dong-gyun   | Gerd Meyer          |
| Yoon Seok-goo   | Park Jung-hak   | Matthias Klie       |
| Kang Sang-man   | Rho Sang-bo     | Peter Frerich       |
| Park Kang-il    | Shin Hyun-jong  | Claus-Peter Damitz  |
| Yoo Kyung-jin   | Lee Sang-hee    | Marcia von Rebay    |
| Jang Yi-yeon    | Park So-jin     | Bettina Zech        |
| Choi Yoon-jung  | Kim So-yi       | Shandra Schadt      |
| No Yu-chul      | Oh Man-seok     | Thomas Birnstiel    |
| Yoon Do-chang   | Lee Tae-gu      | Felix Mayer         |
| Park Jun-woo    | An Seong-won    | Moritz Blaich       |
| Choi Tae-sik    | Jung Han-bin    | Benjamin Weygand    |
| Kim Na-eun      | Choi Na-moo     | Elisabeth Grünebach |

### Gastdarsteller
| Rolle                   | Schauspieler   | Synchronsprecher |
| ----------------------- | -------------- | ---------------- |
| Lee Soon-young          | Kim Joo-yeon   | Zina Laus        |
| Yoon Young-ju           | Park Sang-hyun | Marget Flach     |
| Lee Gui-dong            | Jung Jae-won   | Maximilian Belle |
| Mutter von Lee Gui-dong | Gil Hae-yeon   | Anke Korte       |
| Kim Hee-young           | Oh Ji-young    | Anja Taborsky    |
| Cho Kang-yi             | Son Sook       | Uschi Wolff      |
| Sung-tae                | Kim Jin-kyu    | Wolfgang Haas    |
| Sekretär Lee            | Joo Jae-hu     | Dustin Peters    |
| Jang Soo-jin            | Jang Ju-yeon   | Chiara Haurand   |
| Butler Kim              | Cha Gun-woo    | Peter Lehn       |
| Dr. Yoon                | Lee Seung-joon | Sven Hussock     |
| Kang Chul-woo           | Go Jin-myung   | Mike Carl        |
| Eun Hee-soo             | Kim So-eun     | Sara Sukarie     |
| Gi-seok                 |                | Martin Valdeig   |

## Episodenliste
| Nr. | Deutscher Titel | Originaltitel | Erstveröffentlichung (Südkorea) | Deutschsprachige Erstveröffentlichung (D/A/CH) |
| --- | --------------- | ------------- | ------------------------------- | ---------------------------------------------- |
| 1   | Folge 1         | 제 1화        | 21. Sep. 2022                   | 21. Sep. 2022                                  |
| 2   | Folge 2         | 제 2화        | 21. Sep. 2022                   | 21. Sep. 2022                                  |
| 3   | Folge 3         | 제 3화        | 28. Sep. 2022                   | 28. Sep. 2022                                  |
| 4   | Folge 4         | 제 4화        | 28. Sep. 2022                   | 28. Sep. 2022                                  |
| 5   | Folge 5         | 제 5화        | 5. Okt. 2022                    | 5. Okt. 2022                                   |
| 6   | Folge 6         | 제 6화        | 5. Okt. 2022                    | 5. Okt. 2022                                   |
| 7   | Folge 7         | 제 7화        | 12. Okt. 2022                   | 12. Okt. 2022                                  |
| 8   | Folge 8         | 제 8화        | 12. Okt. 2022                   | 12. Okt. 2022                                  |
| 9   | Folge 9         | 제 9화        | 19. Okt. 2022                   | 19. Okt. 2022                                  |
| 10  | Folge 10        | 제 10화       | 19. Okt. 2022                   | 19. Okt. 2022                                  |
| 11  | Folge 11        | 제 11화       | 26. Okt. 2022                   | 26. Okt. 2022                                  |
| 12  | Folge 12        | 제 12화       | 26. Okt. 2022                   | 26. Okt. 2022                                  |